# アンロクの戦い
アンロクの戦い(ベトナム語：Trận An Lộc / 陣安祿, 英: Battle of An Lộc)とは、ベトナム戦争中に発生した主要な戦いの1つである。66日間続いた戦いは最終的にベトナム共和国(南ベトナム)の勝利に終わった。様々な意味合いにおいて、この戦いは1972年における重要な戦闘の1つに数えられている。この戦いによってベトナム共和国軍(南ベトナム軍, ARVN)はベトナム人民軍(北ベトナム軍, NVA)および南ベトナム解放民族戦線(ベトコン, VC)の対サイゴン攻勢を足止めした。以降、ベトナム共和国軍を「南ベトナム軍」、ベトナム人民軍を「北ベトナム軍」、南ベトナム解放民族戦線を「解放戦線」と表記する。

## 背景
アンロクはビンロン省の省都であった。南ベトナム陸軍第3軍管区の北西に位置し、カンボジアの第708基地区域(Base Area 708)とサイゴンを結ぶ国道13号線(QL-13)の中間に位置する為、北ベトナム軍では最重要戦略目標に定められていた。1972年1月1日には北ベトナム軍戦力2個連隊が国道13号線を確保するべく進出していたという。南ベトナム軍も同様の理由からアンロクを戦略上重要な拠点と定めており、南ベトナム陸軍第5師団は事実上ビンロン省のみを防衛する為に配置されていた。

## 戦闘の経過

### 4月4日～4月8日 アンロクの孤立
1972年4月4日、解放戦線の部隊およそ5,000名がアンロクへの攻撃を開始した。当時アンロクには民兵組織しか展開しておらず、南ベトナム軍ではライケに展開した第5師団のうち1個連隊を救援のために派遣した。周囲にはARVNレンジャー（南ベトナム軍のレンジャー部隊）が3個連隊展開していたものの、いずれも配置されたばかりで応戦の用意が整っていなかった。4月5日、アンロクの北32kmに位置する国道13号線沿いの都市ロクニンで解放戦線と南ベトナム軍の小規模な衝突が起こる。さらに4月6日には北ベトナム軍第7師団がこれに続き、4月7日には解放戦線がロクニンの占領を宣言した。南ベトナム軍では第5師団から増援を派遣するものの、4月8日までにロクニンは陥落した。これによって国道13号線は寸断され、アンロク周辺の南ベトナム軍は包囲された。
当時、アンロクの守備隊は第5師団の各部隊から抽出された戦力によって編成されていた。
- 第8連隊：2,100人
- 第7連隊：850人
- 第9連隊：200人程度 - ロクニン守備隊の敗残兵
- タスクフォース：52,500人
- 第3レンジャー群：1,300人
- ビンロン省地方軍：人民自衛隊(People's Self-Defense Forces, PSDF)などの地元住民による民兵2,000人程度

### 4月9日～4月12日
4月9日、解放戦線2個大隊がアンロクへの侵入を図るも守備隊がこれを阻止した。4月10日、南ベトナム軍は増援として第21師団を派遣するも、ライケとアンロクの中間にあるチョンタインにて解放戦線の3個師団と衝突して足止めされた。またロクニン守備隊の生き残りである第9連隊の敗残兵およそ200人はロクニンから南5kmの位置に防衛線を引いた。アンロク守備隊の要請を受けたアメリカ軍では航空支援を計画・遂行した。これに参加した航空機はB-52、AC-119スティンガー、AC-130Eスペクターなどの固定翼機やAH-1ヘリコプターなどである。また南ベトナム空軍からはA-37が参加している。4月11日午前6時までの24時間にアメリカ及び南ベトナム空軍機は490派にも渡る出撃を行った。同日、包囲下のアンロクを救うべく第21師団など1万人規模で編成された南ベトナム陸軍の増援部隊は国道13号線を北上し、アンロクから20kmの位置まで接近した。4月12日までに増援の一部は包囲部隊を突破し、守備隊への合流に成功した。

#### アンロクへの空輸
予定に反してアンロク市街の確保に失敗した北ベトナム軍及び解放戦線は市街に対する定期的な砲撃を継続しつつ、物資及び人員の空輸を妨害する為に高射砲の配備を進めた。4月12日以降は市街上空を飛行する南ベトナム空軍のヘリコプターに対して激しい対空砲火が加えられるようになる。南ベトナム空軍ではC-123やC-119などの固定翼機による空輸に戦術を転換したが、この内の数機は撃墜され、以後は米空軍が任務を引き継いだ。米空軍はC-130による物資のパラシュート投下を行ったが、やはり参加機の多くが少なからず損害を受けている。こうした通常の物資投下は北ベトナム軍の妨害もあり極めて効率が悪かったので、米空軍は新たな戦術の導入を試みた。5月2日、HALO投下が実行され、包囲が解かれる6月25日までこの投下方法が取られるようになる。守備隊にとって、航空機から投下される数千tの物資は包囲中に受けられた唯一の補給であった。

### 4月13日～4月14日
4月13日、丸一日を費やした大規模な支援砲撃の中、第一次攻勢が始まった。北ベトナム軍及び解放戦線はアンロク北の丘を確保し、戦車及び歩兵が第8連隊及び第3レンジャー群が展開している市街北部を突破した。アンロク守備隊の兵士は対戦車戦の経験がほとんどなかったものの、効果的にM72 LAWを運用し、人民自衛隊の少年兵などを含める多くの将兵の士気を高めたという。第5師団長レ・バン・フン将軍は大隊ごとの対戦車戦闘班編成を命じているが、アンロクの地理を熟知した住民から為る人民自衛隊隊員らもここに配属され、待ち伏せ箇所の助言などを行った。南ベトナム軍の対戦車戦闘班は北ベトナム軍の戦車と歩兵を分断して効率よく撃破していき、4月14日までに攻勢の撃退が宣言された。

### 4月15日～4月23日
4月15日、解放戦線は「午後1時にアンロクを占領、チョンタインへの攻撃に移行」と宣言した。またアンロク市街西部に南ベトナム陸軍第1空挺旅団が降下し、北ベトナム軍でもこれを察知して警戒を強めている。その後、激しい砲撃が再開され、第二次攻勢が始まった。この攻勢も戦車及び歩兵によって行われたが、やはり守備隊の対戦車戦闘班により分断され、多くの戦車はいとも簡単に撃破された。一方で歩兵は守備隊の防御陣地への突入に成功し、一部の南ベトナム軍部隊を市街へと押し込んだ。その後、米空軍のB-52による支援が行われ、16日午後までにこの攻勢は収まった。その後、しばらく大規模な攻勢は行われなかったものの、包囲部隊による定期的な砲撃や周辺部隊への襲撃は続けられた。例えば19日にはおよそ5000発ものロケット弾がアンロク市街に撃ち込まれ、20日にはアンロクから南4kmに位置する防御陣地が襲撃された。21日には1000発の砲弾が撃ち込まれた。23日には解放戦線が市街へ突入したがまもなく撃退された。

### 5月11日～5月12日
5月11日、第三次攻勢が始まった。この攻勢は全ての歩兵とT-54を投入した最大規模のもので、攻撃主力は北ベトナム軍第5師団及び第9師団であった。南ベトナム軍ではアメリカ軍に対してB-52による航空支援を要請し、また市街を「ボックス」と呼ばれる1x3kmの座標で区分けし、これらはアンロクに展開する各部隊指揮官及び米空軍のB-52乗員に伝達された。この「ボックス」の座標を伝える事で、地上部隊は航空支援を直接要請出来るのである。アメリカ軍はこの航空支援任務を「アークライト作戦」と呼称た。5月11日から12日にかけて延べ170機のB-52がこれに参加し、市街に侵入していた北ベトナム軍は大打撃を受けた。しかし多大な損害を被りながらも北ベトナム軍及び解放戦線は徐々に前進を続け、やがて南ベトナム軍第5師団の指揮所からわずか数百mまで接近していた。5月11日夜、次なる攻勢に備えて北ベトナム軍及び解放戦線の各部隊は周辺部隊との連絡を確保した。5月12日、北ベトナム軍及び解放戦線による総攻撃が試みられたものの、街を確保するには至らなかった。

### 5月16日～6月9日 反攻作戦と攻勢の中止
5月16日、フン将軍に率いられた守備隊はB-52による支援を受けながら反撃に転じた。5月19日にはホー・チ・ミンの誕生日を記念した北ベトナム軍による大攻勢が敢行されたものの、守備隊もこの動向を察知していた為に奇襲は失敗に終わる。攻撃部隊は米空軍による航空支援と南ベトナム軍空挺師団による襲撃を受けて撃破された。
北ベトナム軍は6月9日までにアンロクに対する全ての攻勢計画を中断し、さらに守備隊が大規模な補給の確保に成功した為に攻勢の失敗は確定的なものになった。1972年6月18日、アンロクにおける戦闘の終了が宣言された。

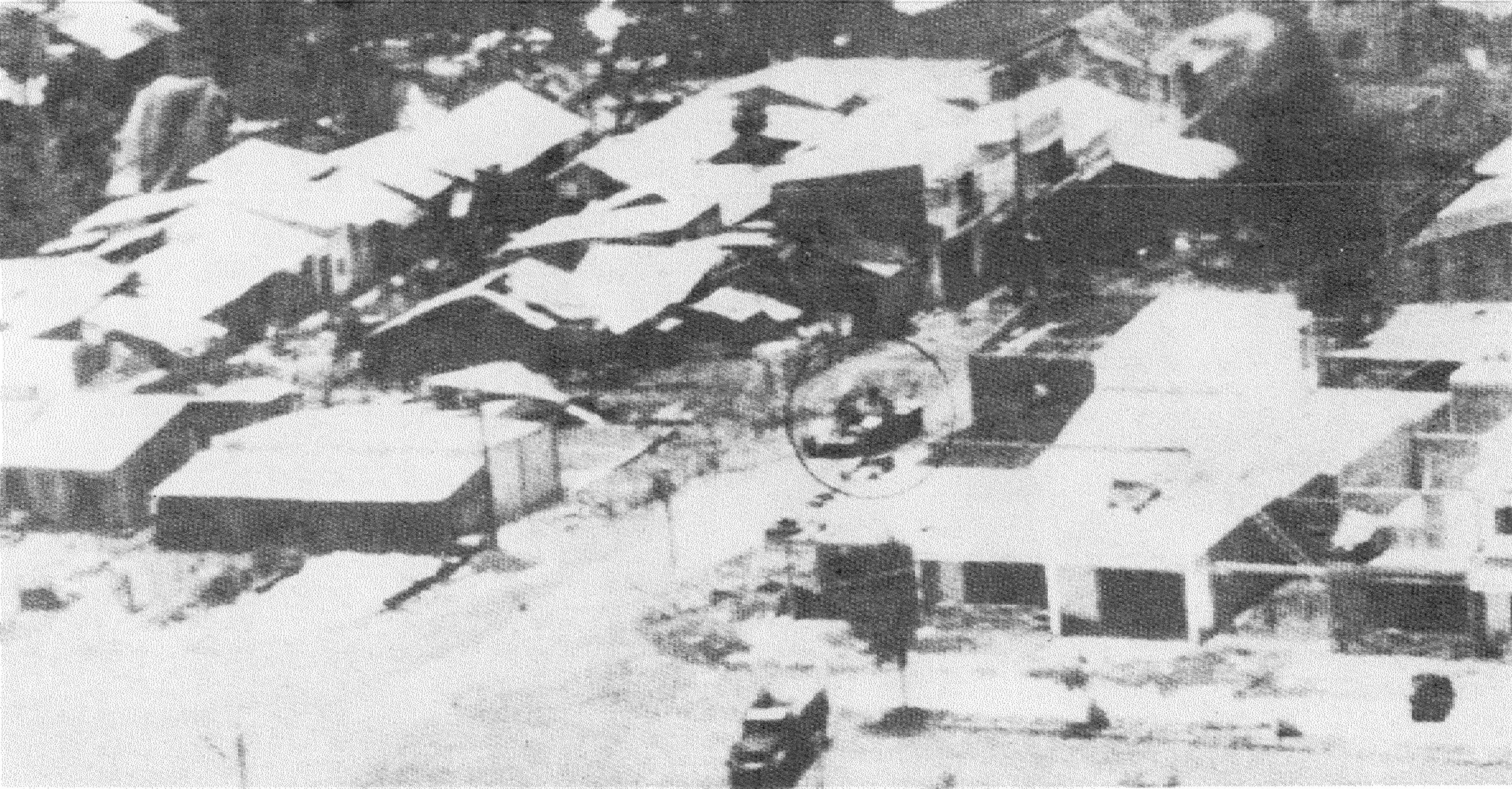
アンロクで破壊されたT-54戦車（画像中央の黒丸に囲まれたのが戦車）

## その後
アンロクにおける攻防戦で勝利した南ベトナム軍であったが、国道13号線を巡る戦いは未だ続いていた。第18師団が消耗したため、攻撃主力を交代するべく第5師団が送り込まれた。第18師団は一時アンロクまで後退し、北ベトナム軍撤退後の安定化任務に着いた。7月7日にはグエン・バン・チュー大統領がアンロクを訪問して改めて勝利を宣言し、7月12日には南ベトナム軍捕虜700名が解放された。
アンロクでの戦闘が示した事実の1つは、南ベトナム軍が米空軍による支援に深く依存しているという点である。また北ベトナム軍はこの戦い以降、戦術の転換を始めている。